# Aufgeklärtes Glück

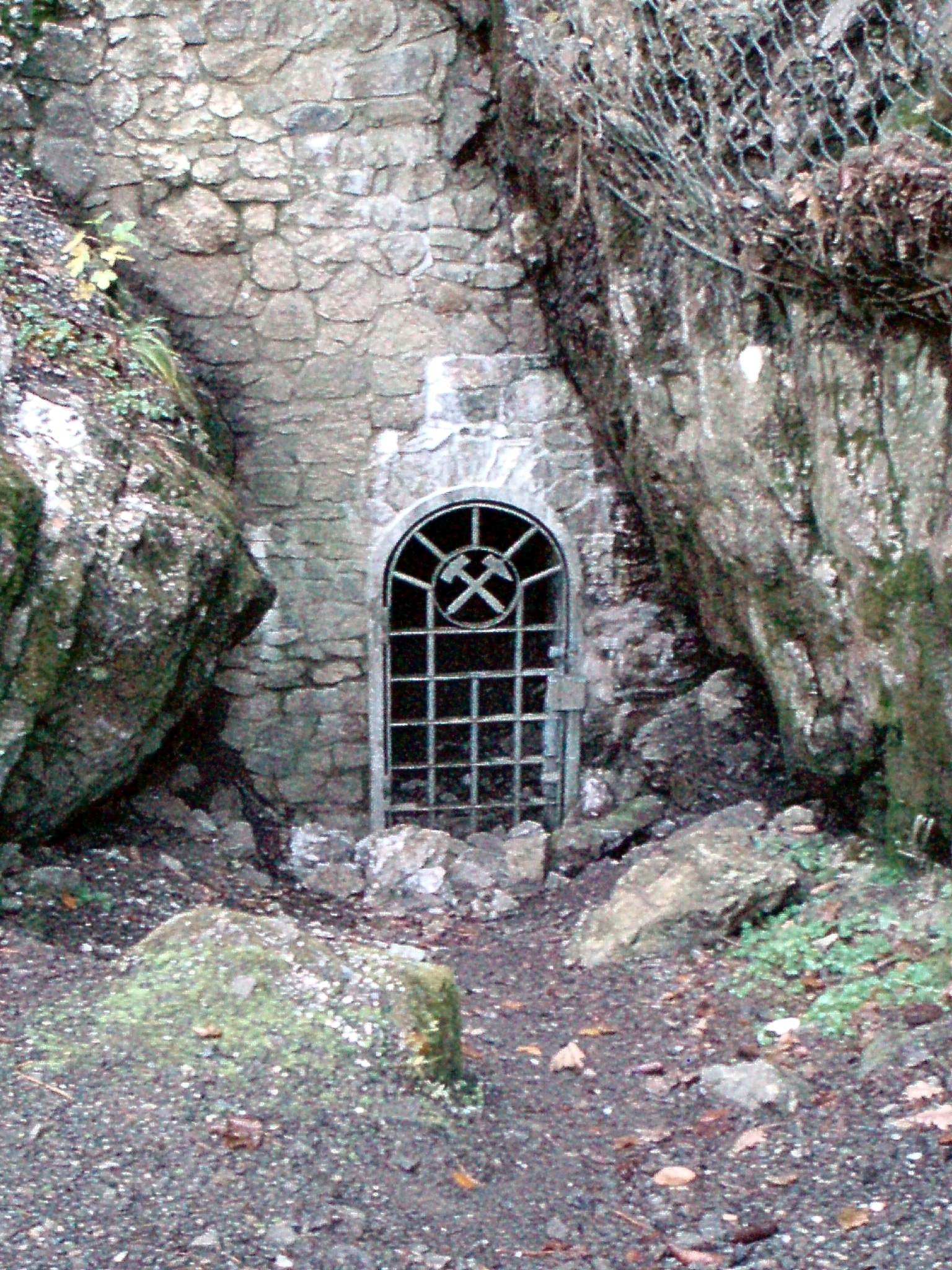
Stollenmundloch

Aufgeklärtes Glück ist eine stillgelegte Grubenanlage in der Montanregion Harz. Sie liegt im Thumkuhlental südwestlich des Stadtteils Hasserode von Wernigerode in Sachsen-Anhalt. Die Außenanlagen bilden heute einen Teil des naturkundlich-geologischen Lehrpfades, der durch den Nachbau einer alten Wasserkunst ein Zeugnis von der einstigen bergmännischen Tätigkeit am Fuße des Brockens im Harz ablegt.

## Geschichtliches
Der gräfliche-stolbergische Bergrat Christoph Friedrich Jasche aus Ilsenburg (Harz) war einer der Ersten, die die bergbauliche Vergangenheit dieses Bergbaureviers wissenschaftlich untersuchten. Er schrieb im Jahre 1846: 

„Quer durch das Dränge- und Dummkuhlenthal setzt ein Gang, auf welchem Kobalterze einbrechen und der schon in alten Zeiten Gegenstand des Bergbaues gewesen ist. Ob dieser Bau nicht die Veranlassung zur Anlage des Blaufarbenwerks auf der Bergfreiheit in Hasserode gegeben hat, bleibt zweifelhaft, soviel ist aber ausgemacht, daß die Grube nie ergiebig genug gewesen ist, um das Blaufarbenwerk gehörig mit Kobalterzen zu versorgen, daher dasselbe nach Ausweis der Akten die bedürfenden Erze in ältren Zeiten, namentlich im Jahr 1771, hauptsächlich von Andreasberg, früher auch wohl aus Böhmen bezogen hat. Die verlaßene Grube kommt in den ältren Nachrichten vom Jahr 1728 unter dem Namen Dumme Kuhle vor.“

Der Name leitet sich von „dummen“, also nicht ergiebigen Kuhle oder Grube her. Amtsgerichtsrat Walther Grosse ging hingegen 1929 davon aus, dass der Name einen Hinweis gibt, dass das Halberstädter Domstift hier einmal Bergrechte ausgeübt hat. Dies kann bestätigt werden, denn der Bischof und das Domkapitel zu Halberstadt traten im Mittelalter tatsächlich als oberste Berg- und Lehnsherren von Hasserode in Erscheinung. Die Lehnsträger waren seit 1343 die Grafen von Wernigerode und so findet sich in einer undatierten Urkunde des 1429 verstorbenen Grafen Heinrich von Wernigerode die Ersterwähnung dieser Grube am Dhumkuhlenbergk na den Huppeln.
Dr. Jasche schreibt ferner: 

„Im Jahr 1786 wurde die im Freien liegende Grube wieder aufgenommen, von dem Bergschreiber Ditterich gemuthet und eine neue Gewerkschaft ausgerichtet. Die Grube erhielt den Namen: Aufgeklärtes Glück. Vermittelst einer Tagekunst wurde in einem Hauptschachte auf dem Gange abgesunken und mit Feldörtern auf dem Streichen deßelben aufgefahren. Die Gangart bestand in Quarz und Kalkspath, die Erze in grauem und weißen Speiskobalt, Kupfernickel und Arsenikkies.“

Das Gesuch um Mutung der Fundgrube samt der Halde, vier Obermaasen, nöthigen Erb-Stollen, Licht- und Tage-Schächten, Waßer-Gefälle, Radstube, Poch- und Wasch-Werk, Bergschmiede und allen im Berg-Bau hergebrachten und üblichen Berg-Freiheit- und Gerechtigkeiten ist im Original heute noch im Landesarchiv Sachsen-Anhalt erhalten. Unterzeichnet wurde es am 3. Juni 1785 vom gräflichen Bergschreiber und späteren Berginspektor Carl Wilhelm Ditterich.
Zur Besprechung der Konditionen, unter denen der Grubenbetrieb erfolgen sollte, wurde Ditterich am 4. Juli 1785 vor das gräfliche Bergamt Wernigerode geladen. Dort wurde ihm unter anderem mitgeteilt, dass wegen Feuerholzmangels das beabsichtigte Anlegen einer Farbmühle nicht möglich ist und für das Bergwerk das erste Jahr lang kein Zehnt an den Grafen gezahlt zu werden braucht. Drei Monate erhielt Ditterich Zeit, um mit dem Bau zu beginnen. Ditterich nahm die ihm vom Bergamt auferlegten Bedingungen zur Mutung des „Aufgeklärten Glücks“, der früheren Charlotten-Koboldts-Grube, an. In der Folgezeit bemühte er sich vergeblich, alte Risse oder Unterlagen über die mit Wasser gefüllte Vorgängergrube zu erhalten und mit dem Geheimen Präsidenten von Waitz, dem Betreiber des auf preußischem Gebiet in Hasserode gelegenen Blaufarbenwerks, in persönlichen Kontakt zu kommen. Angesichts dieser Tatsachen und des nahenden Winters bat Ditterich das Bergamt, den Grubenbetrieb erst zu Beginn des Johannisquartals 1786 aufzunehmen. Diesem Gesuch wurde stattgegeben, zumal im Archiv des Bergamts und der gräflichen Kammer nichts Zweckmäßiges über den früheren Bergbau im Thumkuhlental gefunden werden konnte.
Am 14. April 1786 fuhren die Bergleute Sebastian Rose und Andreas Lampe unter Anleitung von Ditterich ihre erste Schicht in der Grube „Aufgeklärtes Glück“, dann ging es Schlag auf Schlag. Insbesondere wurde zunächst die alte Abraumhalde nach Kobalt abgesucht. Dabei wurden über 22 Zentner verwertbares Gestein gefunden, das man gewinnbringend an Farbmühlenbesitzer in Allstedt, Welbsleben und Eisenach verkaufte.
Die gesamte gräfliche Familie war mit Bergwerksanteilen am Gewinn und Verlust der Grube beteiligt. In Hasserode hatte Ditterich u. a. den Inspektor Schultze, den Farbenmeister Jordan und die beiden Papiermachermeister J. H. und J. D. Märtens bewegen können, einen Kux zum Preis von 1 Taler und 16 Groschen zu erwerben. Er selbst hatte als Schichtmeister drei Kuxe inne und war damit neben Graf Christian Friedrich zu Stolberg-Wernigerode der Hauptgesellschafter dieser Grube. Die änderte sich bereits im folgenden Jahr, denn der Geheime Rat und Kanzler von Bechtolsheim aus Eisenach übernahm kurzzeitig 50 Kuxe.
Der Sommer 1795 bedeutete beinahe das Aus für diese Kobaltgrube. Am Abend des 25. Juli begann es so stark zu regnen, dass der Bach im Thumkuhlental anschwoll und das Wasser in der Nacht eine schreckliche Verwüstung anrichtete. Der Kunstgraben wurde voller Steine und Schlamm gespült und das bewegliche Holzwehr zerstört. Das Wasser hatte sein altes Bachbett verlassen und sich einen neuen Lauf gesucht. Dabei war es auch in den obersten Stollen geflossen und hatte die ganze Zeche ersäuft sowie einen Teil der Halde mit zu Tal gerissen und den Fahrweg völlig ausgewaschen. Besonders schlimm waren jedoch die Zerstörungen in der Radstube. Ditterich schätzte ein, dass 200 Reichstaler wohl kaum ausreichen würden, um die Schäden zu beseitigen. Der Ilsenburger Hütteninspektor Würtzbach meinte sogar, dass der Ruin, so die Waßerfluth daselbst angerichtet, noch viel größer ist.
Ditterich ließ sich nicht entmutigen und tat alles, um den Betrieb der Grube wieder in Gang zu setzen, was ihm auch erfolgreich gelang. Mit dem Anlegen eines neuen Schachtes, den er den Namen „Bergmannshoffnung“ gab, den Ausbau der Ufermauern und der Verlegung des Fahrweges sollte sich ein ähnliches Unglück nicht mehr wiederholen.

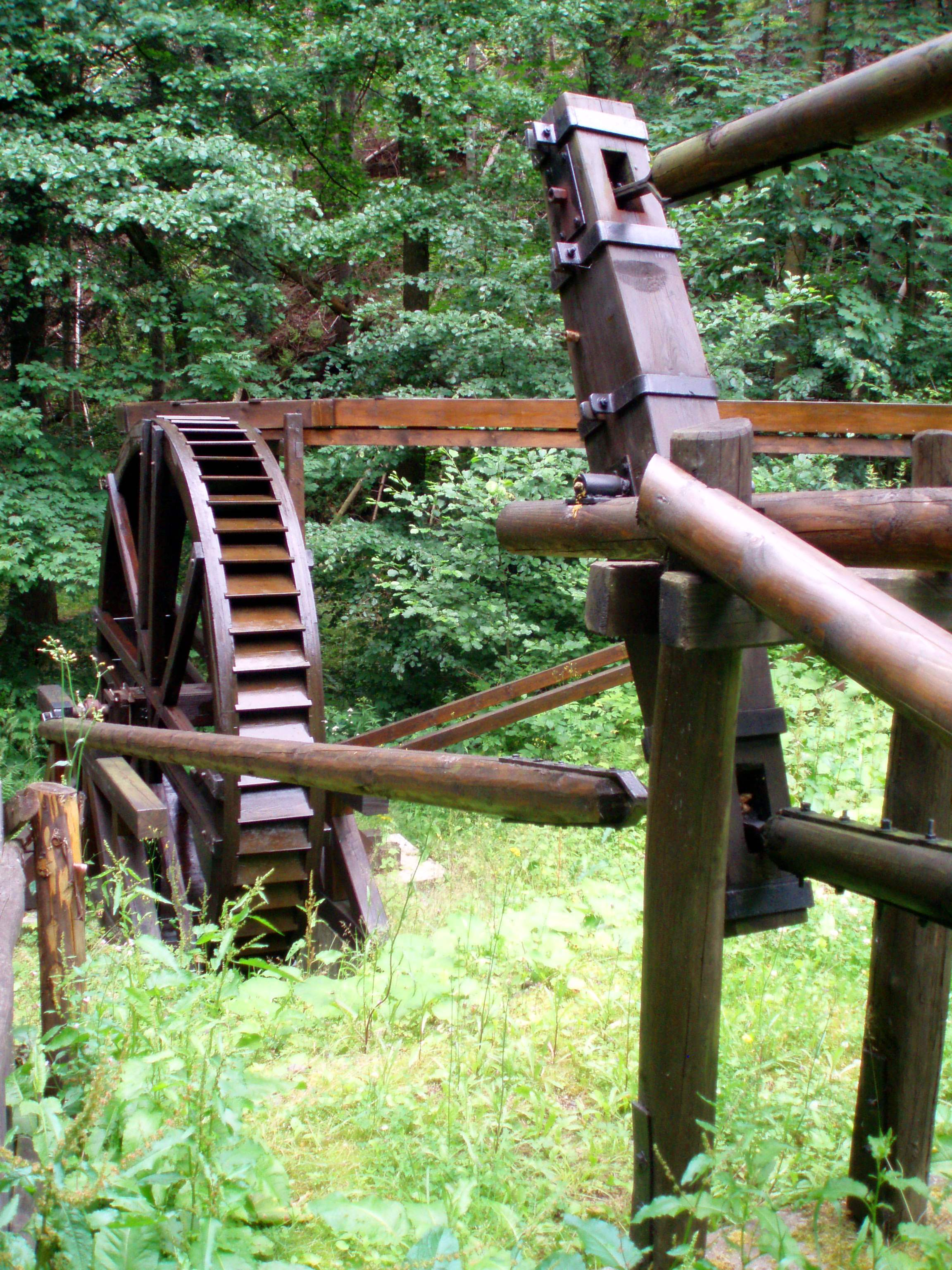
Wasserrad und Feldgestänge im Thumkuhlenthal (2008)

Bereits Ende des Jahres 1802 kamen Zweifel an der Rentabilität der Grube „Aufgeklärtes Glück“ auf. Das Bergamt forderte darüber mehrere Gutachten ab, die sich inhaltlich jedoch widersprachen. So blieb alles vorerst noch beim alten. Dann kam der Herbst des Jahres 1803 und Berginspektor Ditterich musste am 29. November dem Bergamt berichten: 

„Zu den mannichfachen Widerwärtigkeiten meines Lebens kann ich auch den gestrigen Schaden beim Aufgeklärten Glück im Hasserödischen Revier rechnen, als mir gegen Mittag der Berghauer Gille durch einen expressen Boten die traurige Nachricht sagen ließ, daß der Göpel dieser Zeche brennt und er seinen Kammeraden, den Berghauer Andreas Hahne, dabei vermißt!“

Die Frage, ob es böswillige Brandstiftung oder Selbstentzündung war, konnte nicht geklärt werden. Zum Glück war kein Menschenleben zu beklagen, aber der finanzielle Verlust für den Weiterbetrieb der Grube war erheblich. Verbittert über die ständigen Rückschläge verließ den Berginspektor Ditterich der Lebensmut, er starb im Herbst 1804. Sein Sohn stellte den Abbau am Ende des gleichen Jahres ein, weil er keine Finanzen  mehr zum Weiterbetrieb hatte und er und der Bergkommissar Dr. Jasche der Grube kein Geld mehr vorschießen wollten und konnten. Dr. Jasche ließ die alten Grubengebäude abreißen und teilte am 4. November 1809 dem Bergamt Wernigerode mit: 

„Schon ist ein Zeitraum von beinahe fünf Jahren verstrichen. Immer noch hegte ich in diesem langen Zeitraume Hofnung, dieses bis dato darniedergelegene Werk wieder in Betrieb zu setzen, leider aber erlaubten dies Theurung und Krieg, die Feinde aller Gewerbe und Künste, nicht!“

Da sich die Zeiten nicht besserten, ist der Betrieb der Grube „Aufgeklärtes Glück“ nicht wieder aufgenommen worden. Nach dem Zweiten Weltkrieg suchte hier die SDAG Wismut vergeblich nach Uran. Die Schächte und Stollen des „Aufgeklärten Glücks“ wurden von 1996 bis 1998 verwahrt.